# Каппа Тукана
Каппа Тукана  (κ Тукана, Kappa Tucanae, сокращ. kap Tuc, κ Tuc) — звезда в южном созвездии Тукана. Звезда имеет видимую звёздную величину +4.25m, и, согласно шкале Бортля, видна невооружённым глазом даже на городском небе (англ. City sky). 
Из измерений параллакса, полученных во время миссии Hipparcos, известно, что звезда удалена примерно на 68,3 ± 0,6 св. лет (21 ± 0,2 пк). Звезда наблюдается южнее 22° с.ш., т.е. южнее Каира (30° с.ш.), Ханоя (21° с.ш.) и Мехико (19° с.ш.).

## Свойства системы Каппа Тукана
Каппа Тукана представляет собой четырёхкратную(?) звёздную систему. 
Система состоит из двух двойных звёзд, удалённых друг от друга на 5,3 угловые минуты. Совокупная абсолютная звёздная величина всех звёзд, входящих в систему, равна +3.50, совокупная яркость всех звёзд равна 4,15 {\displaystyle L_{\bigodot }}. 
Две основные, самые тяжёлые и самые большие звёзды системы Каппа Тукана A и Каппа Тукана B имеют период обращения  1222.4 лет — по другим данным 857.0 —  (для сравнения период обращения Эриды — 558 лет). Звезды отделены друг от друга в пространстве на величину 5.96", т.е. лежат на среднем расстоянии 156 а.е. друг от друга. Для сравнения, среднее расстояние от Эриды, самой дальней карликовой планеты в Солнечной системе, до Солнца 77,2 а.е. Эксцентриситет орбиты очень высокий — 0.45 (по другим данным он ещё выше — 0.384). Обладая подобным эксцентриситетом звёзды, то сближаются на расстояние 85,9 а.е., то удаляется на расстояние 226 а.е.. Наклонение орбиты в системе также довольно интересное — 127,1°, т.е. для наблюдателя с Земли движение второй звезды по орбите будет ретроградное. Также у орбиты вычислены следующие параметры: долгота восходящего узла Ω) — 10.3° и аргумент перицентра (ω), который равен 284.9°. Эпоха периастра (T), т.е. год, когда компонент B был ближе всего к компоненту A, не совсем ясен: в одном источнике он указывается как 1790 , в другом как 1763 . Если мы будем смотреть со стороны компонента A на компонент B в периастре то мы увидим звезду с видимой звёздной величиной -16.25 m, т.е. примерно, в 40 раз более яркую,  чем Луна в полнолуние. А если мы будем смотреть со стороны компонента A на компонент B в апоастре то мы увидим звезду с видимой звёздной величиной -14.15m, т.е. примерно, в 7 раз более яркую,  чем Луна в полнолуние.  И, наоборот, если мы будем смотреть со стороны компонента B на компонент A в периастре то мы увидим звезду с видимой звёздной величиной -18.46m, т.е. примерно в 250 раз более яркую, чем Луна в полнолуние. И также, если мы будем смотреть со стороны компонента B на компонент A в апоастре то мы увидим звезду с видимой звёздной величиной -16.36m, т.е. примерно в 40 раз более яркую, чем Луна в полнолуние.
Другая пара — CD, состоит из двух звёзд: одна с видимой звёздной величиной +7,8m (C) и вторая с видимой величиной  +8,2m (D), которые отделены друг от друга, на 1,12 угловых секундах или, по крайней мере, на 23 а.е. (расстояние от Солнца до Урана составляет 19 а.е.). Они совершают оборот друг вокруг друга каждые 86,2 года (период обращения Урана вокруг Солнца составляет 84 года).

### Каппа Тукана A
Самая яркая звезда, Каппа Тукана A, представляет собой жёлто-белый субгигант спектрального классы F с видимой звёздной величиной +5,0m и это означает, что звезда несколько тяжелее нашего Солнца  (1,37 {\displaystyle M_{\bigodot }}), несколько больше (1,12 {\displaystyle R_{\bigodot }}), а вот её яркость в видимом диапазоне гораздо больше и составляет 3,67 {\displaystyle L_{\bigodot }}. Звезда излучает энергию со своей внешней атмосферы при эффективной температуре 6366 К, что придаёт ей жёлто-белым оттенок звёзды главной последовательности спектрального класса F. Вращаясь с экваториальной скоростью 61,1 ± 3,1 км/с (т.е. со скоростью практически в 30 больше солнечной) звезде, скорее всего, потребуется порядка суток, чтобы совершить полный оборот.
Для того чтобы планета, аналогичная нашей Земле, получала примерно столько же энергии, сколько она получает от Солнца, её надо было бы поместить на расстоянии 1,92 а.е. (т.е. за орбиту Марса, чья большая полуось орбиты равна 1,52 а.е.). Причём с такого расстояния Каппа Тукана A выглядела бы на 30% меньше нашего Солнца, каким мы его видим  с Земли — 0.31° (угловой диаметр нашего Солнца — 0,5°).

### Каппа Тукана B
Вторым компонентом системы Каппа Тукана является Каппа Тукана B. Его видимая звёздная величина +7.74m. Спектральный класс звезды — G5V, что означает, что звезда несколько легче (0,85 {\displaystyle M_{\bigodot }}) и тусклее почти в 2 раза (0,48 {\displaystyle L_{\bigodot }}) нашего Солнца. Для того чтобы планета, аналогичная нашей Земле, получала примерно столько же энергии, сколько она получает от Солнца, её надо было бы поместить на расстоянии 0,69 а.е. (т.е. практически на орбиту Венеры, чья большая полуось орбиты равна 0,72 а.е.).

## История изучения кратности звезды
Кратность Каппа Тукана была открыта в Дж. Гершелем в 1836 году (AB), а сама система была внесена Гершелем в свой собственный каталог под индексом HJ 3423. Сам Гершель, который умер в 1871 году, видимо, не был уверен, что слабая звёздочка A-СD является членом системы Каппа Тукана, поэтому компонент CD «вошёл» в систему  Каппа Тукана уже после его смерти в 1874 году. О том же, что компонент CD сам является двойной звездой, стало известно в 1897 году. Её двойственность открыл Р. Иннес, он же начал изучение параметров орбиты этой звезды, и она вошла в научный оборот под индексом I 27.   
Согласно Вашингтонскому каталогу визуально-двойных звёзд, параметры этих компонентов приведены в таблице: 
| Компонент | Год  | Количество измерений | Позиционный угол | Угловое расстояние | Видимая звёздная величина 1 компонента | Видимая звёздная величина 2 компонента | Спектр | Номер в каталоге открывателя |
| AB        | 1836 | 56                   | 16°              | 4.7"               | 5.1m                                   | 7.3m                                   | F6IV   | HJ 3423                      |
| AB        | 1990 | 56                   | 325°             | 5.1"               | 5.1m                                   | 7.3m                                   | F6IV   | HJ 3423                      |
| A-CD      | 1874 | 2                    | 309°             | 319.3"             | —                                      | —                                      | —      | HJ 3423                      |
| CD        | 1897 | 58                   | 180°             | 1.2"               | 8.1m                                   | 8.6m                                   | K2V    | I 27                         |
| CD        | 1991 | 58                   | 230°             | 9"                 | 8.1m                                   | 8.6m                                   | K2V    | I 27                         |

Объединяя все данные, можно с достаточной ой долей уверенности говорить о том, что компонент B вращается вокруг Каппа Тукана А, в то время как компонент CD, может просто двигаться по прямой линии и, возможно, он вообще не является частью системы Каппа Тукана, поскольку у него не известно ни собственное движение, ни годичный звёздный параллакс.
Радиальная гелиоцентрическая скорость звезды равна +9 км/с и это значит, что звезда удаляется от Солнца.

## Ближайшее окружение звезды
Следующие звёздные системы находятся на расстоянии в пределах 20 световых лет от системы Каппа Тукана (включены только: самая близкая звезда, самые яркие (<6,5m) и примечательные  звёзды). Их спектральные классы приведены на фоне цвета этих классов (эти цвета взяты из названий спектральных типов и не соответствуют наблюдаемым цветам звёзд):
| Звезда            | Спектральный класс | Расстояние, св. лет |
| Глизе 55.1,       | K2 V               | 2.23                |
| HD 4308           | G3 IV              | 7.03                |
| Альфа Южной Гидры | F0 V               | 11.09               |
| HD 1237           | G6 V               | 15.52               |
| Каппа Сетки       | F5 IV-V            | 17.69               |
| HD 10647          | F8 IV-V            | 19.32               |
| HD 21749          | K5 V               | 19.73               |

Рядом со звездой, на расстоянии 20 световых лет, есть ещё порядка 10 красных и жёлтых карликов спектрального класса K и G, которые в список не попали. 